# Pogonophryne scotti
Pogonophryne scotti is een straalvinnige vissensoort uit de familie van gebaarde ijskabeljauwen (Artedidraconidae). De wetenschappelijke naam van de soort is voor het eerst geldig gepubliceerd in 1914 door Regan.